# Corydalis crassifolia
Corydalis crassifolia är en vallmoväxtart som beskrevs av John Forbes Royle. Corydalis crassifolia ingår i släktet nunneörter, och familjen vallmoväxter. Inga underarter finns listade i Catalogue of Life.